# アーメド・エル＝モハマディ
アーメド・エイッサ・エル＝モハマディ・アブデル・ファター（Ahmed Eissa El-Mohamadi Abdel Fattah 、1987年9月9日 - ）は、エジプト・ガルビーヤ県バスユーン出身の元プロサッカー選手。元エジプト代表。現役時代のポジションは、ディフェンダー。

## 経歴

### クラブ
2009年8月、プレミアリーグのサンダーランドAFCが獲得に動いていると報じられた。しかし、冬の移籍マーケット最終日である2010年1月31日になっても契約はまとまらず、移籍は破談した。2010年7月1日、かねてより噂のあったサンダーランドにレンタルで加入。レンタル料は50万ポンドで、200万ポンドの買い取りオプションが付けられた。
2012年8月30日、フットボールリーグ・チャンピオンシップのハル・シティAFCにレンタルで加入。9月1日のボルトン・ワンダラーズFC戦で加入後初出場。9月18日のリーズ・ユナイテッドAFC戦で初ゴール。2013年1月16日、サンダーランドAFCに復帰。1月31日、2012–13シーズン終了までの契約で再びハル・シティにレンタル移籍。2013年4月20日、サポーター投票でチームの年間MVPに選ばれた。
2017年7月19日、アストン・ヴィラFCに完全移籍。

### 代表
U21年代からエジプト代表に選出され、アフリカユース選手権2007などに参加した。
2007年8月にパリで開催されたサッカーコートジボワール代表との親善試合でA代表デビュー。

## 代表歴

### 出場大会
- エジプト代表
  - 2018 FIFAワールドカップ

### 試合数
- 国際Aマッチ 92試合 6得点（2007年-2019年）[11]

| エジプト代表 | 国際Aマッチ | 国際Aマッチ |
| 年           | 出場        | 得点        |
| ------------ | ----------- | ----------- |
| 2007         | 5           | 0           |
| 2008         | 14          | 0           |
| 2009         | 12          | 0           |
| 2010         | 12          | 1           |
| 2011         | 3           | 0           |
| 2012         | 13          | 1           |
| 2013         | 6           | 0           |
| 2014         | 5           | 0           |
| 2015         | 1           | 0           |
| 2016         | 1           | 0           |
| 2017         | 8           | 0           |
| 2018         | 7           | 1           |
| 2019         | 5           | 3           |
| 通算         | 92          | 6           |

### 得点
| No. | 開催日         | 開催地           | 対戦国           | 得点 | 結果 | 試合概要                           |
| --- | -------------- | ---------------- | ---------------- | ---- | ---- | ---------------------------------- |
| 1.  | 2010年1月20日  | ベンゲラ         | ベナン           | 1–0  | 2–0  | アフリカネイションズカップ2010     |
| 2.  | 2012年5月20日  | オムドゥルマン   | カメルーン       | 1–0  | 2–1  | 親善試合                           |
| 3.  | 2018年10月12日 | カイロ           | エスワティニ     | 1–0  | 4–1  | アフリカネイションズカップ2019予選 |
| 4.  | 2019年6月13日  | アレキサンドリア | タンザニア       | 1–0  | 1–0  | 親善試合                           |
| 5.  | 2019年6月26日  | カイロ           | コンゴ民主共和国 | 1–0  | 2–0  | アフリカネイションズカップ2019     |
| 6.  | 2019年6月30日  | カイロ           | ウガンダ         | 2–0  | 2–0  | アフリカネイションズカップ2019     |

## タイトル
エジプト代表
- アフリカネイションズカップ: 2008, 2010